# 北海道道131号平取穂別線
北海道道131号平取穂別線（ほっかいどうどう131ごう びらとりほべつせん）は、北海道沙流郡平取町と勇払郡むかわ町を結ぶ道道（主要地方道）である。

## 概要

### 路線データ
- 起点：北海道沙流郡平取町幌毛志（国道237号交点）
- 終点：北海道勇払郡むかわ町穂別（北海道道74号穂別鵡川線交点）
- 総延長：17.7 km[要出典]

## 歴史
- 1993年（平成5年）
  - 4月1日 - 1094号として路線認定。[1][2]。
  - 5月11日 - 建設省から、道道夕張平取線の一部が平取穂別線として主要地方道に指定される[3]。
- 1994年（平成6年）10月1日 - 路線番号を131号に変更[4]。

## 地理

### 通過する自治体
- 日高振興局
  - 沙流郡平取町
- 胆振総合振興局
  - 勇払郡むかわ町

### 交差する道路
平取町
- 国道237号 - 幌毛志（起点）

むかわ町
- 北海道道610号占冠穂別線 - 穂別安住【北緯42度46分43.3秒 東経142度13分7.7秒 / 北緯42.778694度 東経142.218806度】
- 北海道道74号穂別鵡川線 - 穂別（終点）